# 人生 (バンド)
人生（じんせい、ZIN-SÄY!）は、1980年代後半にインディーズで活躍した日本のバンド。電気グルーヴの前身にあたる。ナゴムレコード所属。1985年3月結成。1989年4月解散。

## 歴史
1985年、当時高校2年生だった石野卓球が地元静岡で結成。同年3月25日に静岡サーカスタウンでデビューライヴが行われた。この時は卓球ひとりでカラオケライブをしていた。デビュー当初は「都節で童謡＋打ち込み＋エコーエフェクト」といった様式で、つたないながらも後年の電気グルーヴのスタイル をやや想起させる曲調であった。後に卓球の友人関係からメンバーが増え、同年6月28日に夜中の静岡駅で行った3回目のライヴ からピエール瀧（当時の芸名は畳三郎）もメンバーとして正式に参加する。
メンバーは顔にメイクをしており、卓球は白塗りに片目が赤、片目が青の独特なメイク で、時に怪しいピエロ風、時にカッターシャツにネクタイ、時に大ファンである鬼太郎ファッションに身を包んでいた。また、畳は時にドラえもん、時にゴルゴ13、時には殿様などのコスプレをしていた。
初期から「ロックンローラーに対抗して歩行者天国でマイムマイムを踊る」「地球儀をつけて夜中に町を徘徊する」「自転車やハードルをステージに持ち込む」「マヨネーズやボンカレーを顔に塗りたくる」といったゲリラ的なパフォーマンスやコントを行っており、これが後に電気グルーヴにおける瀧のパートにつながっていった。また静岡時代のメンバー構成は非常に流動的で、多い時には10人以上に達したが、のちに卓球、畳三郎、おばば（EX分度器）、若王子耳夫、グリソン・キム、越一人の6人が主要メンバーとして固定された。
1986年、静岡モッキンバードで有頂天の3度目の前座をした時に、ナゴムレコードを主宰するケラ（現・ケラリーノ・サンドロヴィッチ）から「レコード出さない? ナゴムから出さないでどこで出す!?」と言われた。その後、卓球の勉強部屋で1985年夏に自宅録音されたデモテープが、そのままナゴムから1stソノシート『9TUNES (FOR MIRAI)』として発売されることをきっかけに、ナゴムに就職する気持ちで上京する。ちなみに上京直後に卓球の音源をミックスしたのは当時CSV渋谷の店員だったもすけさんの山口優（現在はマニュアル・オブ・エラーズ・アーティスツ代表/作曲家）と東京タワーズの岸野雄一（ナゴムレコードの命名者）だった。
同年6月6日と8月29日に行われたナゴム総決起集会では筋肉少女帯、ばちかぶり、死ね死ね団らと共に出演。その特異なパフォーマンスが注目を集め、同年11月6日にはナゴムギャルのまゆたん（ガールズバンド「マサ子さん」を後に結成）を中心に新宿ロフト前でファンクラブ「人生教」 が発足する。その後、インディーズ・ブームに上手く乗っかり、レコードは作品を出す度にインディーズ・ベスト10にランク・インされる程の人気者になると同時に、ナゴム人気にも貢献する。
インディーズバンドとしては各種の大学の学園祭に呼ばれ公演を行うなど、評判は決して低くなかったが、レコード会社からの声は一向にかからなかった。その後、バンドブームによってよりオーソドックスなバンド形態になるが、便乗しきれず、エレクトロニカへの趣向を隠さなかった 卓球の葛藤からなかなか芽が出ない、良い結果が出せない、バンドとしての中身の無さに困窮した状況が続いていた。そして1989年4月26日、おばば（EX分度器）脱退を記念した「おばば崩御 さよならおばば（EX分度器）ツアー」において、梅田にあったバーボンハウスでのライヴ（卓球の好きな大阪に拘った）を最後に解散。最後に卓球は「今は“電気”というバンドもやってますので、そちらもよろしく!」といった言葉を残し、後継バンドが存在することを示唆して終演した。

## 解散後
人生（ZIN-SÄY!）の後継バンドであることが予告された電気グルーヴの初ライヴは、大阪の十三ファンダンゴで1989年8月20日に密かに行われた。電気グルーヴとして活動後も、しばしばセルフカヴァーというかたちで披露されたり、わざわざ当時の音源を模してサンプリングされている。
2008年、DJ OZMAのラストアルバムにおいて代表曲「オールナイトロング」をカヴァーしたいというオファーを受けていたが、元々インディーズ時代の楽曲であるため著作権管理をしていないことが発覚。加えて童謡「クラリネットをこわしちゃった」から一部の歌詞とメロディを引用しているため、改めて日本語訳詞の作詞者・石井好子に許諾を打診（メロディは本来フランスの童謡のもので作者不詳であるとされる）するものの作詞者の判断により却下された。このように、オリジナルバージョン発表から20余年を経て発禁となったことを翌年掲載の電気グルーヴの連載「メロン牧場」で吐露している。
2013年12月8日、ケラリーノ・サンドロヴィッチ生誕50周年記念・ナゴムレコード30周年ライブ「ケラリーノ・サンドロヴィッチ・ミューヂック・アワー」に石野卓球、ピエール瀧、砂原良徳、牛尾憲輔が「電気グルーヴ plays 人生（ZIN-SÄY!）」として出演、約24年ぶりに人生の楽曲を演奏した。
2019年3月12日、ピエール瀧が麻薬及び向精神薬取締法違反容疑で逮捕されたことを受け、卓球は腕に「電」というタトゥーを彫り、3月24日に「Zin-sayは電気グルーヴ、電気グルーヴは人生」という短文をTwitterに投稿。
2019年6月18日、東京地裁の判決公判でピエール瀧に懲役1年6月、執行猶予3年の有罪判決が言い渡された。この日、裁判官は判決を言い渡した後、瀧の自宅の一室に張られている人生の1stソノシート『9TUNES FOR MIRAI』（ナゴムレコード NG-030 1986年）の証拠写真を見せ、「なぜこの書が飾られているのか気になっていましたが、あなたのインディーズ時代からの活動で、たびたび作品に出てくる言葉だと分かりました。あなたが大切にしている『人生』という言葉について、3つ問いたいと思います。『人生』をこれからどうしたいのか。『人生』の意味とは何なのか。『人生』という言葉を贈ってくれた人の気持ちに応えているのかということです。この先、迷ったり悩んだりした時は自分の胸に手を当てて『人生』という言葉の意味を考えてください」と問いかけた上で「この文字を書いた人は、ダークサイドではなくて、仲間としての純粋な思いを語り合ったのではないか」と瀧に人生と書いてくれた人＝石野卓球と見立て、コンビ愛の重要性を説諭し、「この先、芸能界に復帰できるのか、復帰に何年かかるのかは分かりませんが、薬物の力を借りなくても、これまでよりも活躍していると社会の人たちが思ってくれる日が来ることを願っています」と復帰を後押しした。判決後、石野卓球はTwitterで「人生ってバンド名考えたの俺だかんな。よって、偉いのは俺、裁判官、瀧元死刑囚の順な」と言及した。

## メンバー

### 固定メンバー
- 卓球（石野卓球）
ボーカル、プログラミング、キーボード
ピエロ、鬼太郎、書記長、アメリカ人、喧嘩握り、国際工業大学非常勤講師、石野"卓球"ペルニーニャ6世
1967年12月26日、静岡市生まれ。性格はお調子者で頑固者。優しくなったり意地悪になったり忙しい。泣き虫だという意見もある。外出はあまり得意ではない。暇な時はだいたい家に閉じこもっている。好きな食べ物は酒[25]。
人生解散翌日の1989年4月27日に電気グルーヴを結成。人生・電気ともにほぼ全ての曲で作詞・作曲を担当している。
- 畳三郎（ピエール瀧）
ボーカル
ドラえもん、ゴルゴ13、殿、会計、コミックパブ「チャップリン」勤務、瀧北京（パピヨンと読む）、瀧とかいう人、顔
一時期人生を「カッコつけるから」とクビにされ、女装をした「瀧レモン」や「おっかけ」として参加している[26]。
持ち歌に「俺が畳だ!殿様だ!」がある。電気グルーヴでは作詞、映像、瀧を担当。
- おばば（EX分度器）
ボーカル、ギター、ベース
番長、F1レーサー、奇行&屁、御婆"分度器"
オバケのQ太郎のような白塗りメイクが特徴。
1985年10月23日、静岡モッキンバードでのライヴより正式加入[11]。以前は「分度器」と呼ばれていた。
持ち歌に「ルンバdeオババ」「ラップdeオババ」「オ・バンバ」「吹けよオババ呼べよオババ」などがある。
好きなアーティストはクリストファー・クロス。音楽活動引退後は郷里の静岡県でミシンのセールスマンとなる[27]。
- 若王子耳夫（わかぷりんすみみお）
ボーカル、ベース、ギター
卓球の高校の同級生、中学生見習い、デストロン日本支部長、自転車の後輪をまわす係、“嫌なヤツ”担当
奇声を発しまくる気狂いじみたボーカル&コーラスが特徴。持ち歌に「耳夫サンバ」「耳夫Jazz」がある。
1985年7月23日、静岡サーカスタウンでのライヴから加入するも「ギャグレベルが低い」という理由から一回のライヴでクビになる。翌1986年10月10日、静岡モッキンバードでのライヴから正式に再加入[11]。その後、一浪して東京の大学に進学し、1987年春から東京でも活動する[28]。
人生解散後、そのまま電気グルーヴにも加入したが、インディーズ1stアルバム『662 BPM BY DG』の発表前後の1990年に脱退した。その後、ナゴム時代の同僚バンドである死ね死ね団のベーシストを経て、2003年からCUBISMO GRAFICO FIVEに330 mimio名義でギタリストとして加入するが2009年に脱退する。かつて瀧とは〈悲しい〉という別ユニットも組んでいた。
- グリソン・キム
ボーカル、キーボード、ナレーション、プログラミング
爆弾班長、高句麗、紅一点、晴海物流サービス、バンバラバンバンバンKIM、グリソン・アンダーソン・キム2世
人生唯一の女性メンバー。1985年11月28日、静岡サーカスタウンでのライヴから正式加入[11]。
卓球がキーボードを入れたいと思い、知人を介して知り合った。その後、レコード屋店員という職を捨て人生と共に上京する。ちなみに人生以前はクセナキスというサイケデリック系のハードコア・ガールズバンドをやっていたという[28]。人生解散後は主婦として活躍中[27]。
- 越一人（えつひとり）
ドラムス
固い物を噛んだりする人、新宿“モンキーちゃん”契約社員、チュルルチュッチュッチュルチュルイエー菊池
静岡時代からのメンバー。卓球とは小学校からの同級生。二浪して明大生になったので上京し、王選手と入れ替わる形で人生に再加入した。人生解散後は会社員となる[27]。
- 王選手（旧芸名：井ノ頭健康）
ボーカル、ダイビング、奇行
消火器、人さらい、健康地蔵、特効隊長、虫、魏志倭人伝、元劇団健康
身体をクネクネしながら客席で暴れて全力で人にぶつかってくる人。当時のメンバーとファンからは「あっちゃん」と呼ばれていた。人生の中では飛び道具的な存在でダイビングなど強烈なパフォーマンスを担当していた[29]。
1986年8月29日の第二回ナゴム総決起集会で卓球にスカウトされ[29]、同年10月19日のCSV渋谷でのライヴから正式に加入[11]。
1987年10月3日、池袋のビルで行ったライヴで壁に投げつけた消火器が跳ね返って頭に当たり四針縫う大けがをする。しかし、血まみれになりながらもライヴは続行され、30人ほどの観客は終始大爆笑していた。その後、王選手の血染めのTシャツはファンクラブ「人生教」の会報で抽選1名にプレゼントされた[30]。さらに何を思い立ったのか沖縄で塾講師（エテ講師?）になるため早稲田大学の学生という名誉を捨て、1988年2月に人生も脱退する。だが、ほどなくして塾講師をクビになったので東京に戻ってきた[31]。
1989年4月16日、新宿LOFTで行われた人生の東京ラストライヴに元メンバーとしてゲスト参加を果たした。人生解散後は都内翻訳会社勤務[27]。

### 一時的なメンバー（人生〈ZIN-SÄY!〉セピア）
- K太
人生と電気グルーヴの第1期メンバー、もぬけのカラ、すがわらK太、電気ビリビリの歌詞「K太はDJ」の人。石野卓球の転換期には何故か必ず登場する人物であり、人生の デビューライヴ にはスライド係として参加し、映画『どてらい男』などを映していた[32]。1989年に電気グルーヴの デビューライヴ にもDJとして立ち会った模様だが、1989年12月7日の東京初ライヴ「DG NO.1」（新宿LOFT／With死ね死ね団）を最後に脱退する。現在はジャスコ（現：イオン）に勤務。瀧の逮捕後、卓球に「新しいオラフお前がやるの?」とメールで質問した[33]。
- 野獣
初代“木”&ぬい目。卓球と耳夫の高校の同級生。1986年6月10日の新宿LOFTでのライヴから参加[11]。ブリーフ、革ベルト、アフロといういでたちで背中に“木”と書き、ただ立っている人。
- こばば：二代目“木”
おばば（EX分度器）の弟[28]。
- ポートピア83才（シーナ）
やじろべえ&影絵、のちに椎名基樹として『電気グルーヴのオールナイトニッポン』の構成作家として活躍。
- 野田くちづけ
いかりや&親父の白いくつ、テクノ系ライター兼編集者・野田努（人生のシングルに「こくそ虫」として客演）の弟[32]。
- MIRAI
黄倉未来、のちに田畑満とバンド「こどもごっこ」を結成。黄倉に捧げられた1stソノシート『9TUNES FOR MIRAI』収録曲「人生のテーマ」は黄倉が3歳の時に録音した声がサンプリングされている[34]。
- K3
山本圭三、のちテレビブロス編集に携わる。
- 山本ドラミ
マネージャー、別名は山本怒羅美
- ひょでしからー渡辺
みはり番
- ボーイスカウト塚本
FMエアチェック
- 鼻夫
謎のメンバー（耳夫の弟?）
- ブードゥー田中
SMクラブ、ソープを渡り歩く[27]。
- 狂人川井
卓球が静岡時代に結成した別ユニット・愛情（I-JOE）ではギターを担当。ライヴで頭の上にカレー弁当を乗せて出演した事があるが、動きづらいのが難点で一回でやめている[35]。特殊学級の教師をやめて以来、消息不明[27]。
- 吉野兄者
知恵遅れ。発狂担当。卓球の別ユニット・愛情（I-JOE）ではドラムも担当（ライブ本番で初めてスティックを握ったという）[36]。ユニット解散後は玩具メーカーのコスモスに勤務[37]。
- イトチュー
伊東忠。弱い者いじめが好きな人。卓球の中学時代の悪友であり、瀧の高校時代の野球部のチームメイト[38]。卓球と瀧の出会いを仲介した張本人[39]。
- 瀧北京、パピヨン、瀧とかいう人、Tatami×in Paris
おっかけ、ヘビとかフーとかドンチャック
- 伊藤カウスボタン
いじめ
- UFO
ライバル
- ハッチャキ
新東京正義乃士、木魚、死ね死ね団、アルルカン、きどりっこ、スペイン、ビデオロデオ、Hz、プノンペンモデル、SKY FISHER、金色、メテオール。ハッチャキ 柏木カリン名義で、2017年結成のバンドfairly hairy situationのドラムスを担当。
- てんちゆみ
きどりっこのボーカリスト。現在は消息不明。
- 山之内純太郎[40]
ザ・ゲロゲリゲゲゲ
- THE CRAZY SKB[40]
恐悪狂人団のボーカリスト。殺害塩化ビニール社長。通称「バカ社長」

## 作品
パロディや小学生レベルの下ネタをふんだんに盛り込んだナンセンスな歌詞とニューウェイヴ色が強く安っぽいシンセサウンドが特徴。曲の長さは短いものが多く、中には数秒で終わるような極端に短いものやメンバーの喋りを録音しただけのものまで存在する。
石野卓球は人生の楽曲はジャーマン・ニューウェイヴの影響を受けていると語っている。

### シングル
1. 9TUNES（FOR MIRAI）（NG-030）ナゴムレコード　
  - ソノシート。1986年8月発売。
  - 卓球が高校3年の夏休み（1985年）に自宅の勉強部屋で4チャンネルMTRやラジカセで録音した音源を収録[41]。
  - ジャケット内側の写真で紹介されている男の子（当時3歳）は後にミュージシャンとなる黄倉未来[42]。

人生のテーマ／カランコロンの唄／下克上／幻のホームラン王／オールナイトロング／バカッツラファンク／男の中の男／ヘアピンカーブを曲がりきれ!／オールナイトロング（おやすみバージョン）
2. Techno Gourmet
  - ミニコミ『6×9＝54』付録ソノシート。1986年12月発売。

ベネズエラの赤い星／笠地蔵／幻のホームラン王（Ver2.0)～はるかなる故郷
3. LOVE（NG-040）ナゴムレコード　
  - ソノシート+7インチEP。1987年6月発売。仮面ライダーZS三部作の第1弾。ケラ、大槻モヨコなどのゲストを迎え、初のスタジオ録音[41]。

Punks not dead（イントロ）／世界あの店この店／シティロマンス／恐怖カメレオン人間／Kiss×3／Punks not dead（アウトロ）／ラップde人生／行け!行け!人生三人衆／若き人生
4. FASCINATION（NG-043）ナゴムレコード
  - 7インチEP。1987年8月発売。仮面ライダーZS三部作の第2弾。

P-ONE／おさびし山／P-TWO（いかすぜ彼女）／エチオピア／Punks not dead（リプライズ）
5. バーバパパ（CAP-1047）キャプテンレコード
  - 12インチ。1988年6月発売。人生最後のレコーディング作品。後にCD化されて1991年6月と1998年9月（TECN-15393）と2007年9月（CDSOL-1189）に再発。2007年9月版はデジタル・リマスターされている。
  - バンド内が倦怠期だったディープな時期にリリースされ、結果としてディープなセールスを記録した作品[41]。

バーバパパ／耳夫Jazz／ラップdéオババ／生ゴミ王2／メカ林（改造ツラ林）

### アルバム
現在すべて廃盤
1. 顔として…（NG-048）ナゴムレコード
  - ソノシート+LP。1988年1月発売。仮面ライダーZS三部作完結編。
  - ソノシート『さよならライダーZS』のおまけとしてLPが発表された。ちなみにソノシートに入っている楽曲はメンバーの放屁の音と「宝島見た? あっちゃん」という声だけである。

エビなげハイジャンプ／ダギダギ／砂漠／おやじの詩／男尊女卑／エジプト／俺のカラダの筋肉はどれをとっても機械だぜ／ルンバでオババ／俺が畳だ!殿様だ!／Punks not dead（復活）／耳夫サンバ／おどり／なわとび小僧が飛んで来た／メリー
2. SUBSTANCE III
  - 1992年8月31日発売。シングル曲を中心として編集された未発表曲入りベスト版CD。全30曲入り。
3. SUBSTANCE V
  - 1992年9月16日発売。アルバム『顔として…』を中心に編集された未発表曲入りベスト版CD。全33曲入り。
4. 人生 ナゴムコレクション
  - 2006年3月23日発売。ナゴムレコードから発売されたシングル・アルバムから選曲されたベスト盤。「We are the 明大前」「エビ投げハイジャンプ」のライブバージョンと上記『サブスタンス』には収録されていない「愛をこめてもっともっと」（GO-BANG'Sのカバー。1987年11月30日のライヴ「ジャイアン・リサイタル」[43] にて入場者全員に無料配布された非売品ソノシート）をボーナス収録。全27曲入り。

人生のテーマ／カランコロンの唄／幻のホームラン王／オールナイトロング／バカッツラファンク／男の中の男／オールナイトロング（おやすみヴァージョン）／ベネズエラの赤い星／幻のホームラン王～遥かなる故郷／世界あの店この店／恐怖カメレオン人間／kiss×3／Punks not dead（殺人）／おさびし山／P-Two（いかすぜ彼女）／エビなげハイジャンプ／砂漠／おやじの詩／俺のからだの筋肉はどれをとっても機械だぜ／ルンバ de オババ／俺が畳だ!殿様だ!／痛えよ／悪者賛歌／We are the 明大前（Live）／エビなげハイジャンプ（Live）／嫌、やめてよ／愛を込めてもっともっと

### カセット
1. 愛の人生
  - 詳細不明
2. 唐井ケンジのために
  - FC「人生教」からリリースされた25曲入りのデモテープ。全未CD化。1983年から1987年にかけて卓球が自宅で録音した音源をはじめ「オールナイトロング」の初期デモ、別テイク、ライヴ音源を収録。

卓球からあいさつ(From the Darkness)／Kiss×3／Kiss×3(LIVE)／Kiss×3(デモバージョン)／KISS×4／世界あの店この店／Let's Swing／シティロマンス／Punks not dead／人生愛のテーマ／City Romance(デモバージョン)／男の中の男のロックの中のロック／おまけ／オールナイトロング(ChaosMix)／オールナイトロング(初期デモ)／オールナイトロング(初期デモ2)／オールナイトロング(旧バージョン、LIVE)／オールナイトロング(劇団健康"カイカイデー"用バージョン)／男尊女卑(LIVE)／いかした彼女(旧バージョン)／下剋上(Hip-Hopバージョン)／重千代ファンク(LIVE)／Kiss×3(サマーバージョン)／恐怖カメレオン人間(旧バージョン)／無題～おわりのアイサツ
3. HOME TAPING IS LIVING MUSIC
  - FC「人生教」からリリースされた16曲入りの非売品カセット。一部「SUBSTANCEⅤ」に収録。バンド形態になってからのライブをカセットで録音したもの[41]。

ミック宮川ご挨拶／悪者賛歌／吹けよオババ呼べよオババ／KY-2／新造人間キャシャーン／耳夫サンバ／オ・バンバ／WHY? ／眠斗ご挨拶／WHY?／トルコ行進曲／オバッシャー／ド根性でヤンス／痛えよ／KY-1／オールスター家族対抗蛇合戦

### VA等の参加作品
- LP/子どもたちのCity（1987年2月リリース。後にCD化されて1992年7月(APCA-63)と1995年7月(APCA-3022)、2002年8月(TECN-20805)に再発。また、2010年7月21日からiTunesにて配信された。(※現在は配信されていない。)）
  - 「いかした」彼女[44]」収録。
- カセット・ブック/HI'LDE Vol.4（1987年）
- VHS/昔、ナゴムレコードがあった（1988年）
  - 1986年9月29日に豊島公会堂で行われた「第二回ナゴム総決起集会」を中心に構成されたオムニバス・ビデオ。
  - 死ね死ね団、木魚、ゲんドうミサイル、人生、ばちかぶり、筋肉少女帯、ナゴム主宰者のケラ&ジ・インディーズが出演。
- VHS/VOS Vol.2（1988年）
- VHS/Rooftop ACT2 オール・ザット・ナゴム（1988年）
- カセット/人生×ミック宮川ショー「特別バージョン　ひみつ㊙カセット」（1989年4月26日）
  - ビンビンレコーズ製作。ラストツアー「おばば崩御 さよならおばば（EX分度器）ツアー」で配布されたスプリットカセット。A面に「人生のモンゴロイド」（未CD化）とB面にミック宮川ショー「かおるちゃんⅠ・Ⅱ・Ⅲ」を収録。

### ビデオ
1997年5月頃、MTVでの特番で“電気グルーヴ『A』リリース記念、電気グルーヴの前身『人生』特集”を深夜で放送していた時に「VIDEO ATTACK」､「人生海賊ビデオ PLAY AT HOME」、「ZIN-SÄY LAST LIVE」からの映像が使用された。
1. VIDEO ATTACK（1987年）
  - FC「人生教」からリリースされたビデオ。1985年3月25日に静岡サーカスタウンで行ったデビューライヴを収録。
2. 人生海賊ビデオ PLAY AT HOME（1989年）
  - FC「人生教」からリリースされたビデオ。全25曲60分収録。
3. 1988.12.6 中央大学
  - 無許可でリリースされた海賊版ビデオ。1988年11月6日[45] に中央大学の文化祭で行ったライヴを収録。
4. ZIN-SÄY LAST LIVE
  - 卓球がほとんど個人的にリリースしたビデオ。ラストツアー「おばば崩御 さよならおばば（EX分度器）ツアー」最終日の1989年4月26日に大阪バーボンハウスで行った解散ライヴと解散直後に撮影された卓球のインタビュー映像を収録。

## ツアー・ライヴタイトル
- ナゴムナイト・デラックス（1986年4月5日）※東京初ライブ
- ナゴム総決起集会 第1回（1986年6月6日）
- ナゴム総決起集会 第2回（1986年8月29日）
- ナゴム総決起集会 第3回（1986年12月31日）
- 子どもたちのCity（1987年1月20日）
- ナゴム総決起集会 第4回（1987年5月14日）
- 俺のカラダの筋肉はどれをとっても機械だぜ（1987年8月31日）
- 人生 ウルトラスーパースター列伝スペシャル～ジャイアン・リサイタル（1987年11月30日）
- ZIN-SÄY! TOUR オールスター家族対抗蛇合戦（1988年8月12日）
- 6×9=54廃刊記念ライヴ（1988年10月21日）
- ワンマンライブ～ニク坊だジョー!（1988年12月13日）
- ZIN-SÄY! WORLD TOUR おばば崩御 さよならおばば（EX分度器）ツアー（1989年4月16日・4月26日）※解散ライブ